# Rimfrostjul
Rimfrostjul är ett julalbum av Charlotte Perrelli som släpptes den 10 november 2008. På albumet medverkar bland andra  Lunds studentsångare och Malmö symfoniorkester.

## Låtlista
1. Rimfrostsjul (The Christmas Song)
2. Snöa på, snöa på (Let It Snow! Let It Snow! Let It Snow!)
3. O helga natt (Cantique de noël)
4. Hur kan man leda en kung (Who Would Imagine a King)
5. Mitt hjärta slår för dig (Little Drummer Boy)
6. Ave Maria (Ellens dritter Gesang)
7. Mitt önskebrev till dig (Grown Up Christmas List)
8. En släde för två (Sleigh Ride)
9. Dagen är kommen (Adeste Fideles)
10. Känner din värme (Maybe This Christmas)
11. Låt julen förkunna (Happy Xmas (War Is Over))

## Listplaceringar
| Lista (2008) | Topplacering |
| ------------ | ------------ |
| Sverige      | 12           |